# Eugène Vées
Eugène Vées, genannt „Ninine“ (* 1915; † 1977) war ein französischer Jazzgitarrist.
Vées, ein Cousin von Django Reinhardt, war zunächst als Banjo-Spieler aktiv und begleitete Gus Viseur. Seit 1938 war er Rhythmusgitarrist des Quintette du Hot Club de France, mit dem er auch in London, in Stockholm und in Brüssel auftrat. Er begleitete Reinhardt auch in anderen Gruppen wie Djangos Music bis 1943 und dann gelegentlich wieder 1946 und 1947; dabei war er auch an zahlreichen Einspielungen Reinhardts beteiligt. Er wirkte zudem an Aufnahmen von Larry Adler, André Ekyan und Hubert Rostaing mit. Seit 1953 war er auch als Sologitarrist tätig. Mit seinem eigenen Quartett, zu dem Léo Slab auf der Geige, Emmanuel Soudieux am Bass und vermutlich Lousson Reinhardt auf der Rhythmusgitarre gehörten, spielte er die Titel „Songe d'automne“ und „Pour que ma vie demeure“ ein. 1941 begleitete er Charles Trénet in dem Spielfilm La Romance de Paris des Regisseurs Jean Boyer. Zusammen mit Joseph Reinhardt war er der Lehrer von Babik Reinhardt, der auch mit ihm auftrat.